# Make It wit Chu
«Make It Wit Chu» es el tercer sencillo desprendido de Era Vulgaris, el quinto álbum de la banda estadounidense Queens of the Stone Age. Originalmente formó parte de los volúmenes 9 y 10 de las Desert Sessions en 2003, donde se nombra como "I Wanna Make It wit Chu", y también apareció en el DVD de la banda grabado en vivo Over the Years and Through the Woods, la cual fue regrabada para su quinto álbum de estudio.
Fue anunciado como el segundo sencillo en Alemania en el portal del www.qotsa.de y sería lanzado en tres ediciones limitadas, el 28 de septiembre de 2007. Según la NME, informó que el sencillo incluía como lados B una versión de "White Wedding" de Billy Idol, publicada previamente como bonus track de Era Vulgaris, y otro cover, "Needles in the Camel's Eye" de Brian Eno.
Esta canción fue nombrada en la posición número 60 en la lista realizada por la revista de Rolling Stone de las 100 mejores canciones de 2007.
Al final de la canción, puede ser escucharse un teclado que comienza a sonar aproximadamente en el minuto 4:31. Esta es la misma canción que se reproduce durante el estribillo de la canción de Era Vulgaris, nombre que le da el título al álbum.

## Video musical
Fue dirigido por Rio Hackford y rodado en octubre de 2007. En él, muestra a la banda interpretando la canción mientras una serie de parejas se besan. El video fue rodado en Joshua Tree, en donde también, aparece el legendario estudio Rancho De La Luna, donde se registran las Desert Sessions.

## Lista de canciones
CD
1. «Make It wit Chu» (Edit) – 3:48
2. «Needles in the Camel's Eye» – 3:23 (versión de Brian Eno)
3. «White Wedding» – 3:52 (versión de Billy Idol)

1. «Make It wit Chu» (Video) – 3:48

Vinilo en 7" (EUA)
1. «Make It wit Chu» - 4:50
2. «Needles in the Camel's Eye» - 3:23

Vinilo en 7" (2º versión)
1. «Make It wit Chu» (versión acústica)
2. «White Wedding»

## Posicionamiento en listas
| Lista (2007)                                | Mejor posición |
| ------------------------------------------- | -------------- |
| Alemania (Media Control AG)                 | 90             |
| Bélgica (Flandes) (Ultratip Bubbling Under) | 8              |
| Canadá (Canadian Hot 100)                   | 43             |
| Reino Unido (The Official Charts Company)   | 101            |